# Rio Biguaçu
Le rio Biguaçu est un fleuve brésilien de l'État de Santa Catarina. Il se jette dans l'océan Atlantique. Son bassin couvre 390 km², regroupés sur les territoires des municipalités de Biguaçu et d'Antônio Carlos.